# Tulle

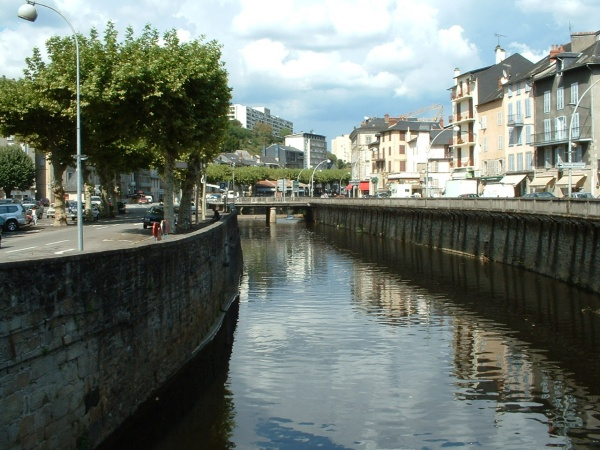
A Corréze folyó a városban

Tulle város Franciaország középső részén, a Corrèze folyó partján. Új-Aquitania régió Corrèze megyéjének székhelye (prefektúra).

## Története
A kora középkorban alapított apátság körül jött létre, a 14. században Limogestól hódította el a püspöki székhelyt.
A húszezer lakosú város fő ipara a fegyvergyártás. Múzeumában is láthatók régi Tulle-ban gyártott fegyverek.
Óvárosának utcáiban sok szép középkori és reneszánsz polgárház és palota található.  A 16. században épült Maison de Loyac fölött a domboldalon az Enclos városnegyed festői sikátorai láthatók.
Tulle katedrálisának 75 méter magas tornya megvolt már akkor is mikor az e vidéken született XXII. János pápa a korábbi apátsági templomot püspöki székesegyházzá avatta.

## Népesség
| Lakosok száma | 20 016 | 18 880 | 17 164 | 15 734 | 14 323 | 14 390 | 14 836 | 14 812 | 14 314 | 13 602 |
|               | 1968   | 1982   | 1990   | 2006   | 2013   | 2015   | 2017   | 2019   | 2020   | 2022   |

## Látnivalók
- Cathédrale Notre-Dame – a folyó jobb partján magasodó katedrális építését a 11. században kezdték meg, de lassan haladtak. Így falai, főhomlokzata még román stílusban készültek, a belső tér, a tetőzet már gótikus. A 18. század végén ugyanis kupolája beomlott, a szentély egy része is megsemmisült, s azt nem építették újjá, hanem fallal zárták el. A bejáratnál emelkedik a több mint 70 méter magas harangtorony, az 1300-as években készült el. A templomban őrzik Keresztelő Szent János régi szobrát.

- A katedrális mellé épült kolostorban van a Városi Múzeum, ahol régi fegyverek, egyházművészeti alkotások láthatók.

- Maison de Loyac – több mint 400 éves épület, külső díszítése figyelemre méltó.

## Galéria

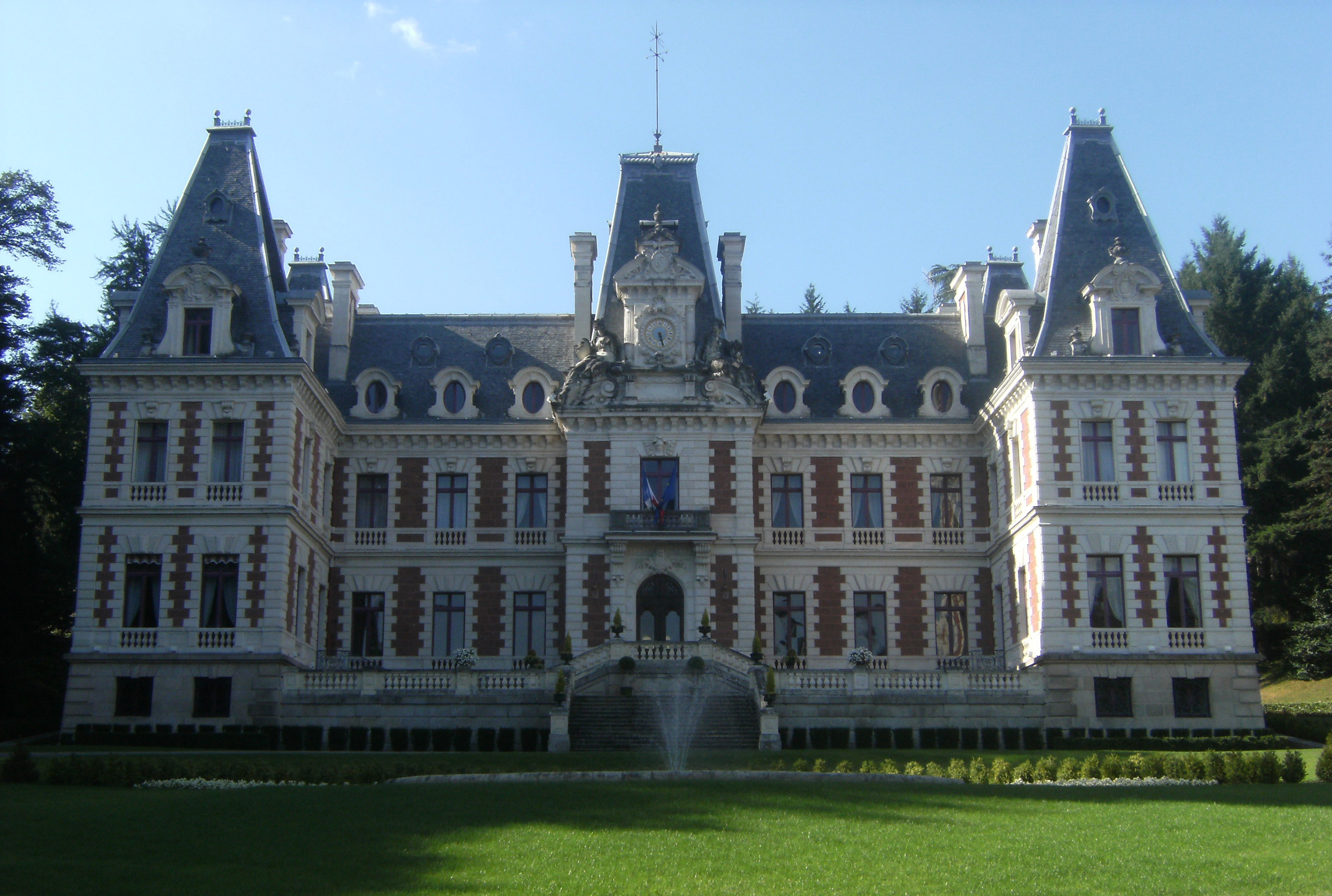
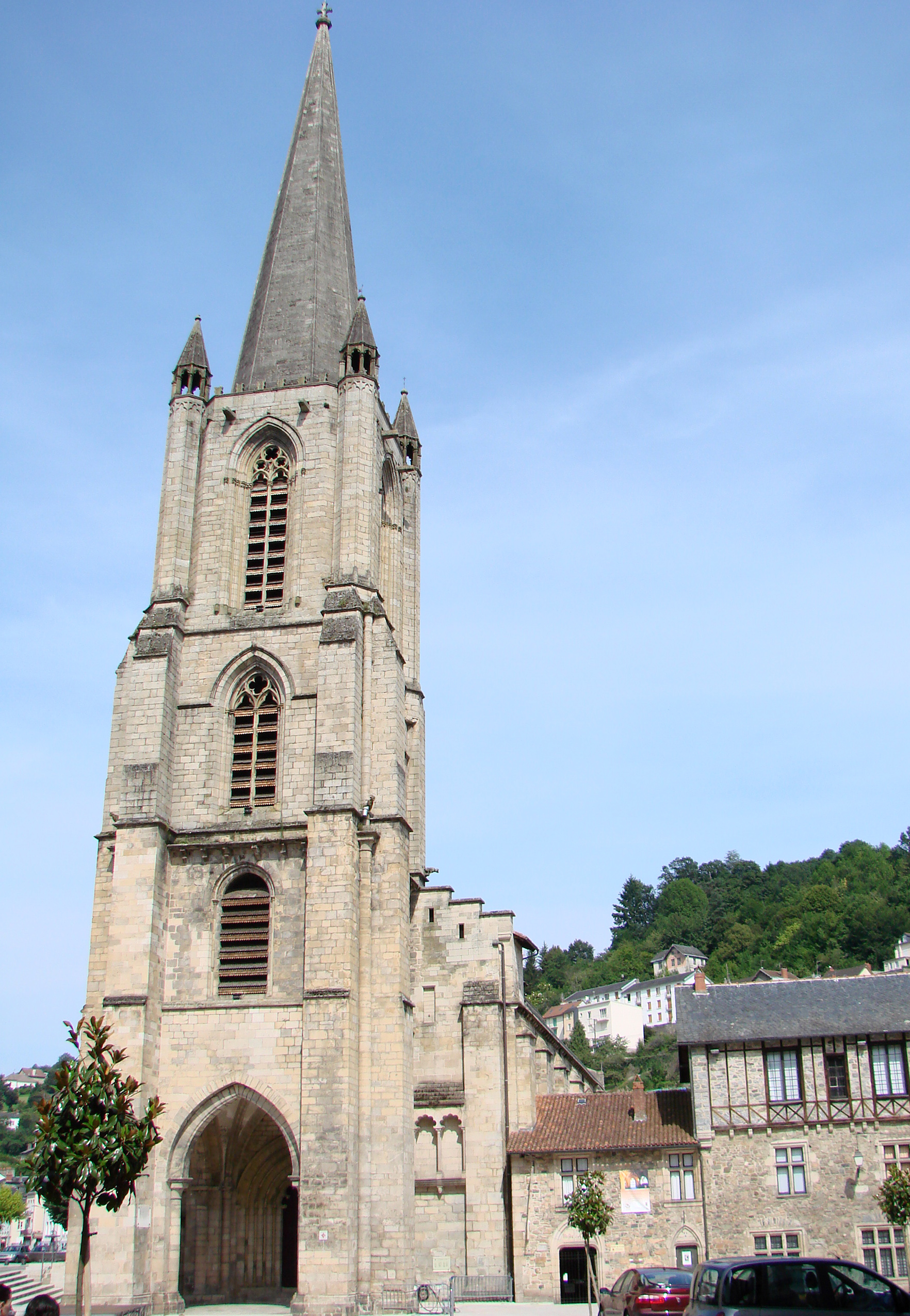
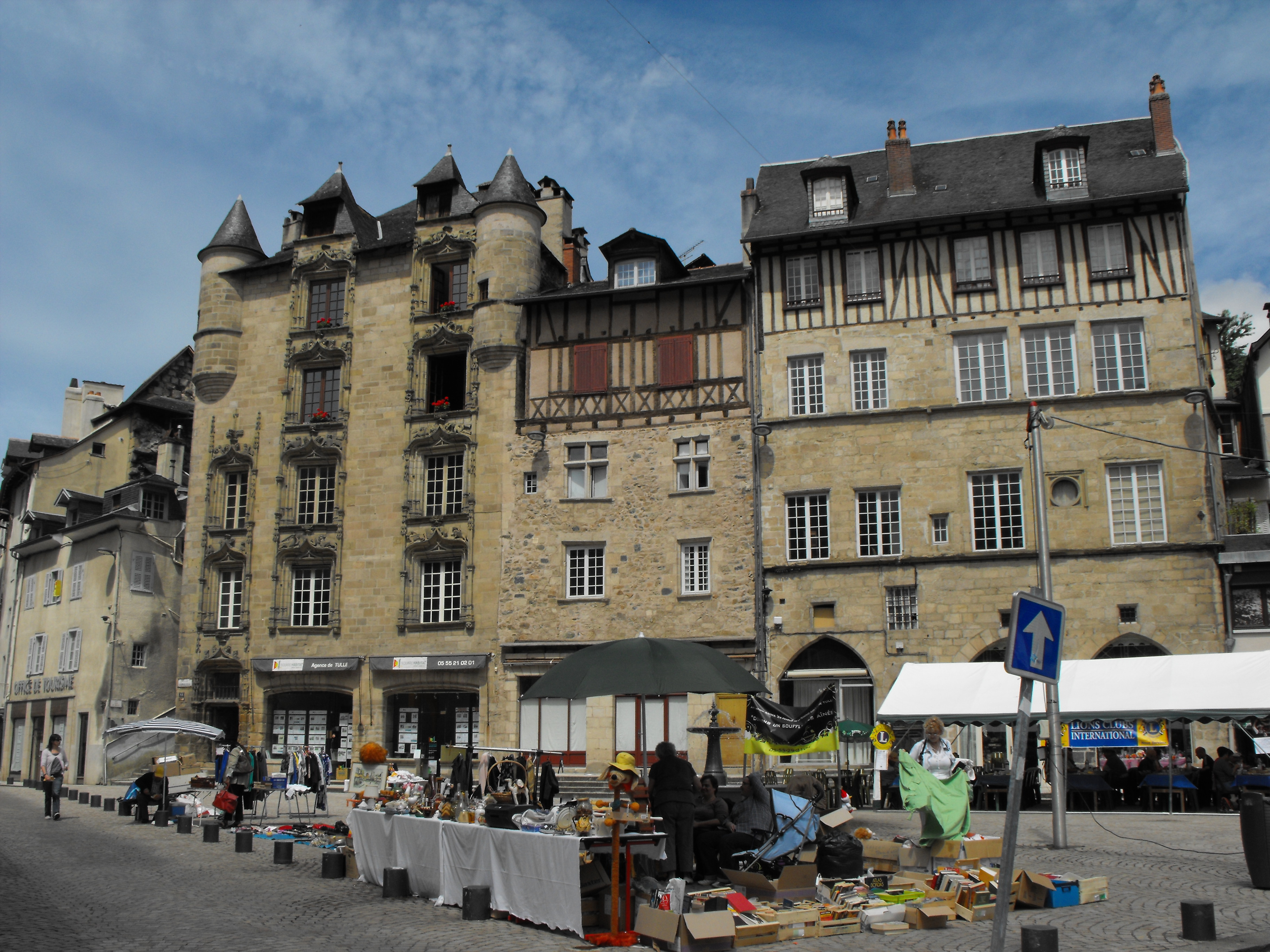
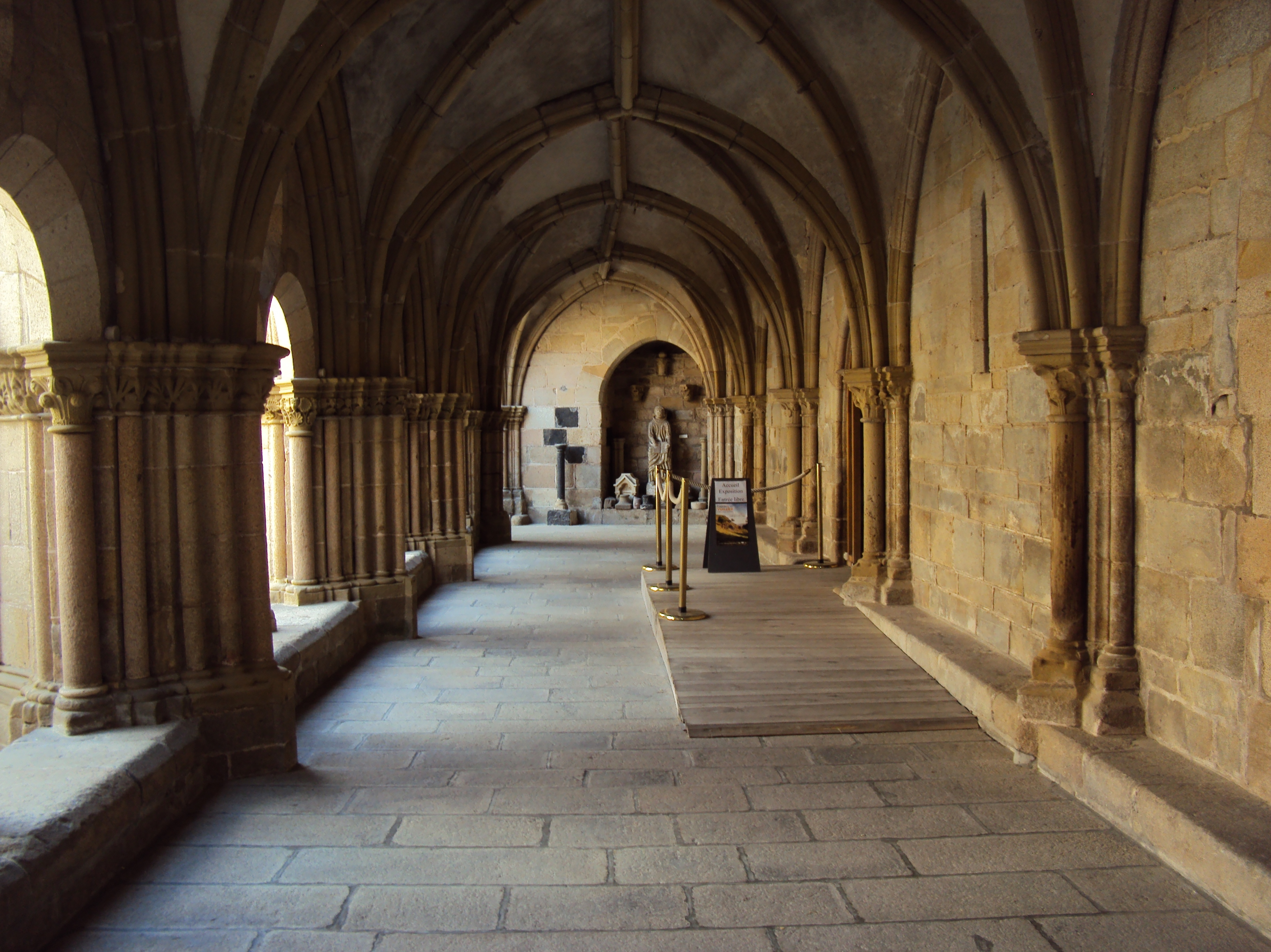
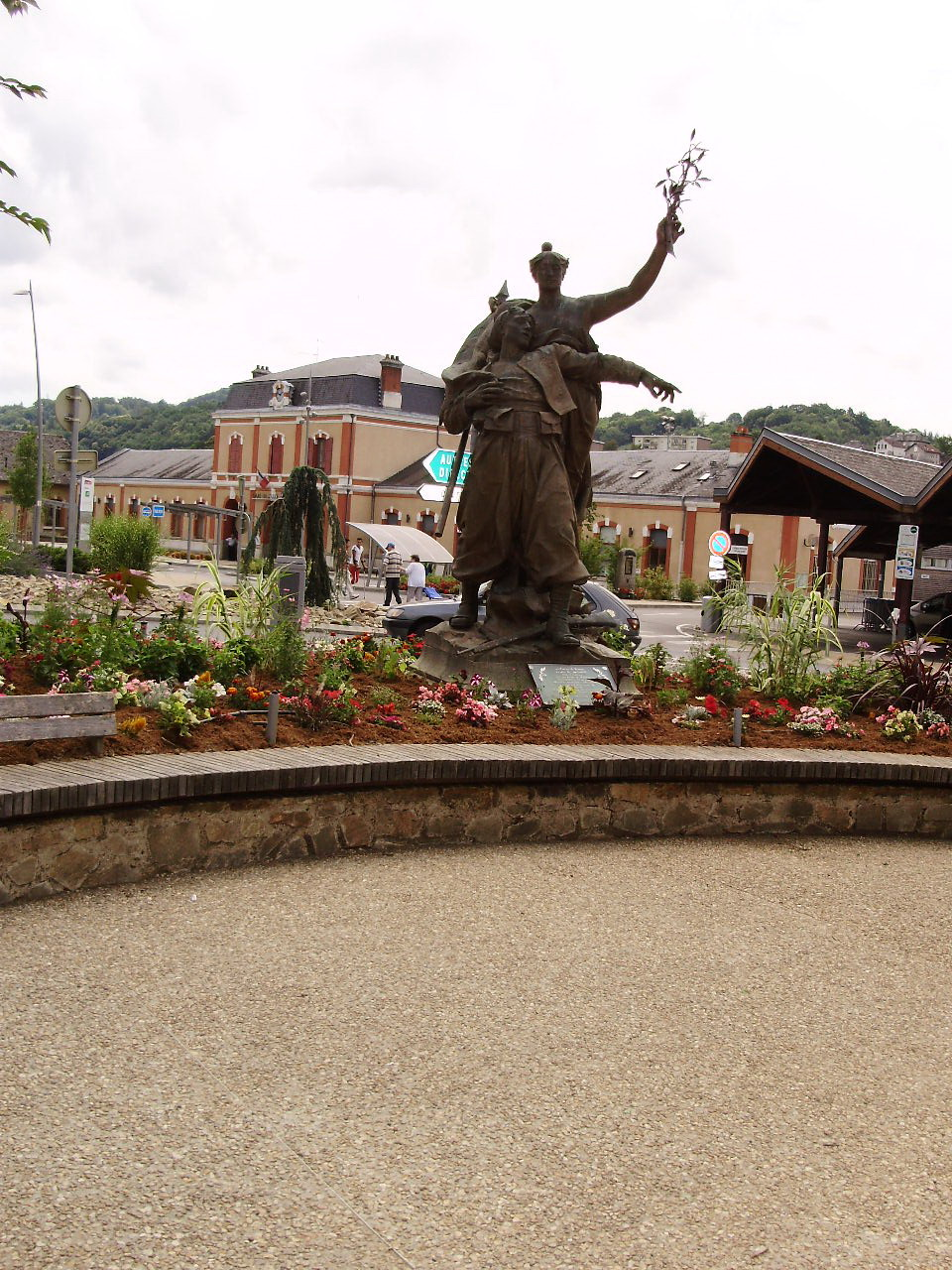
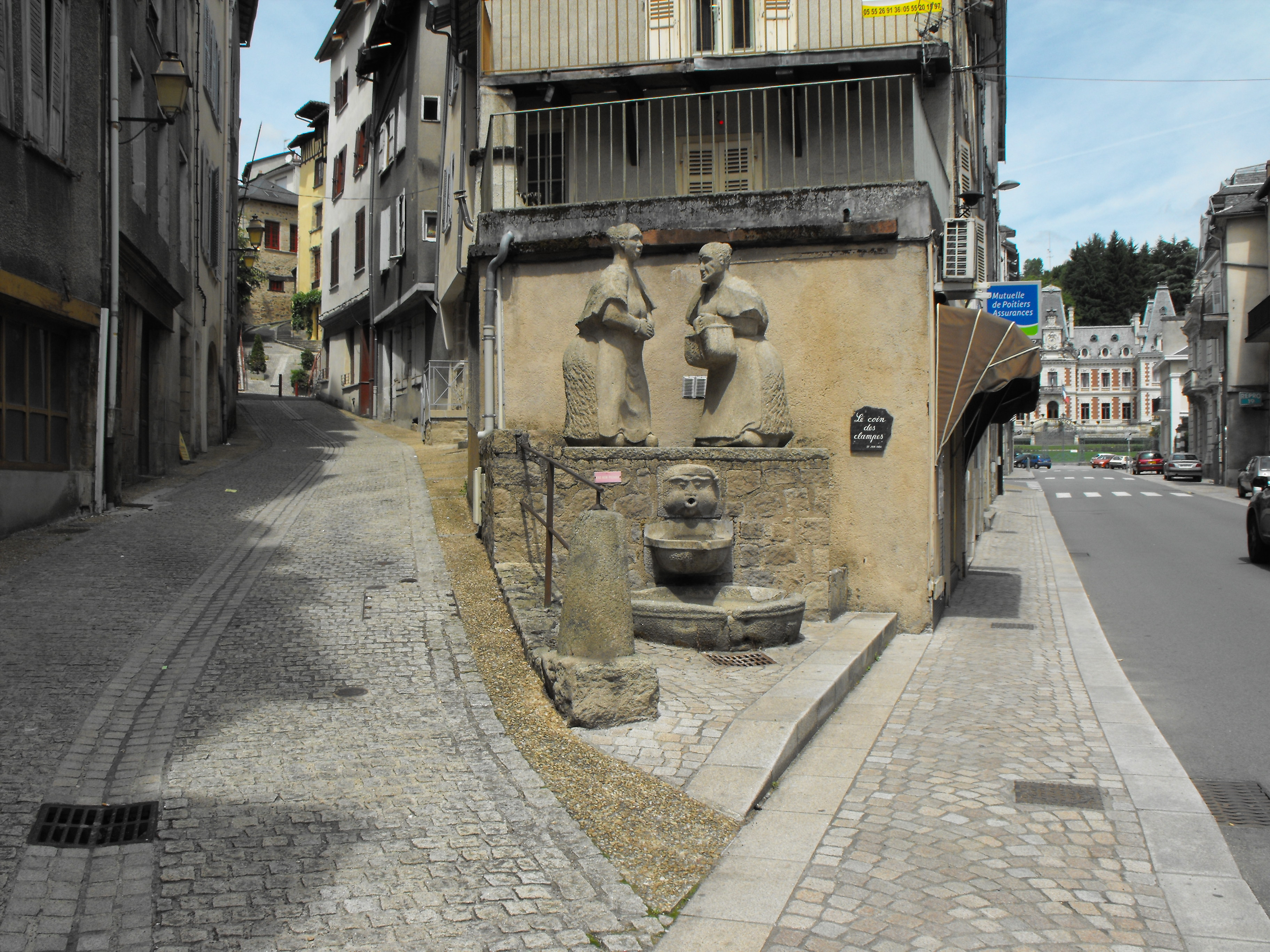
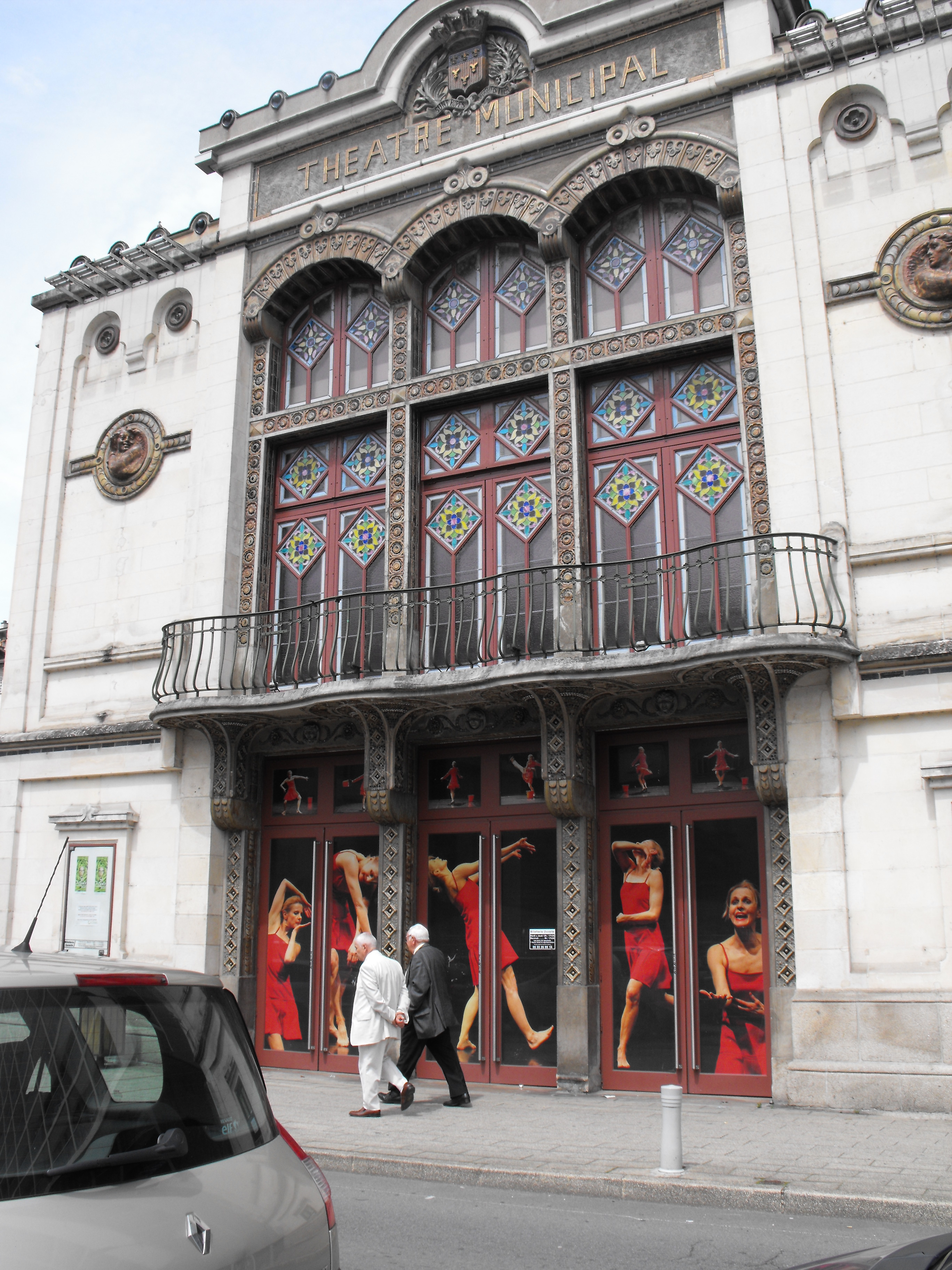
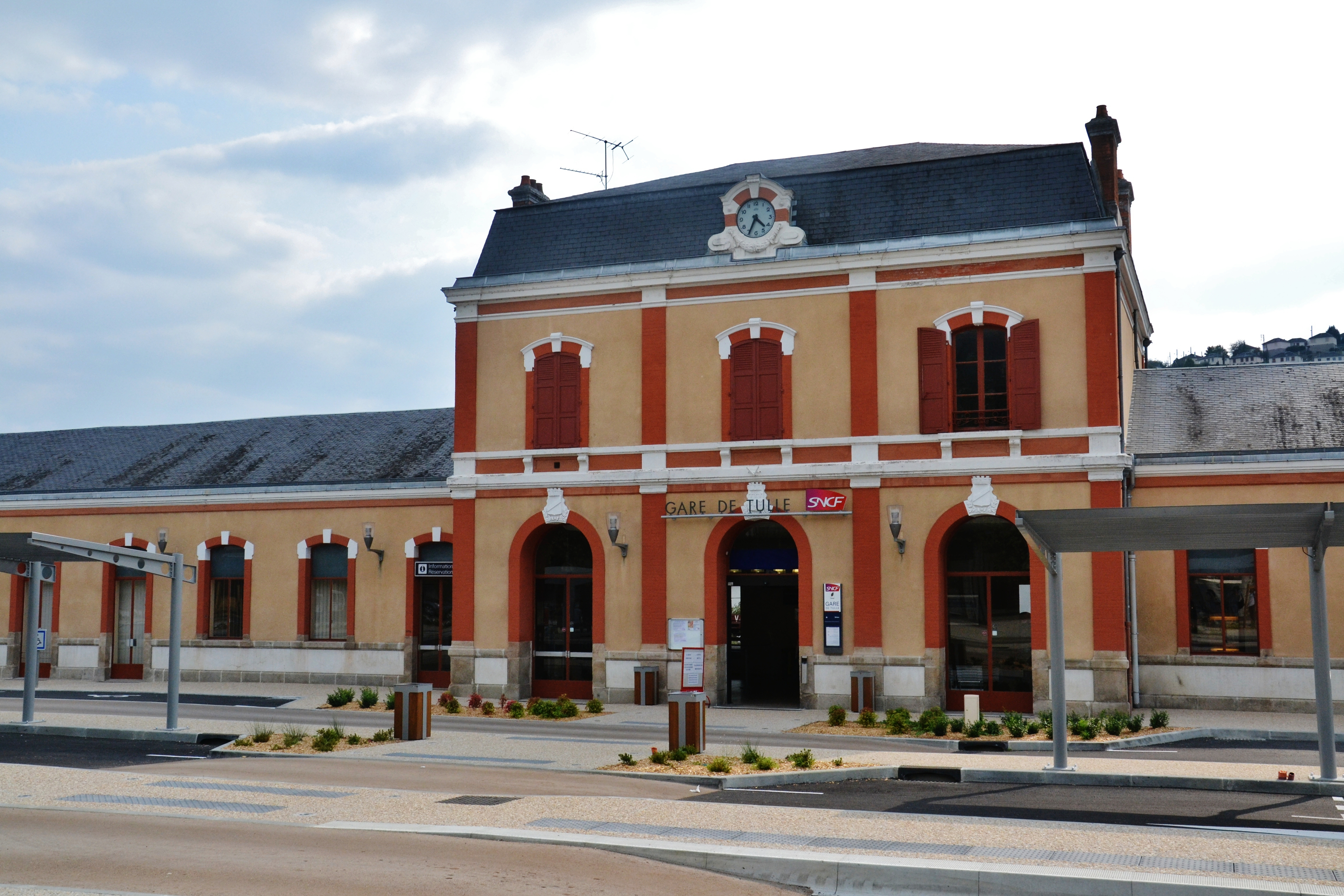
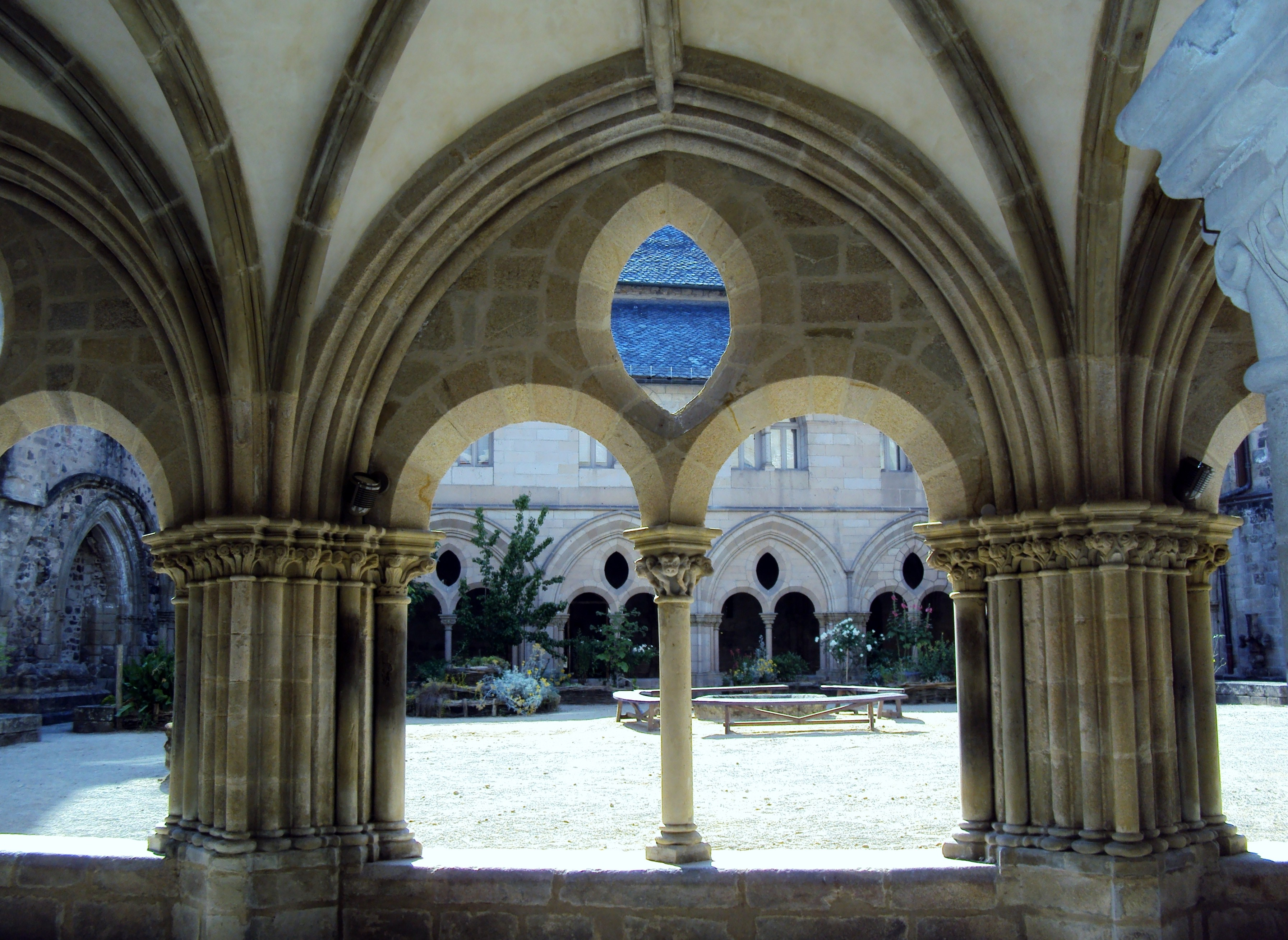
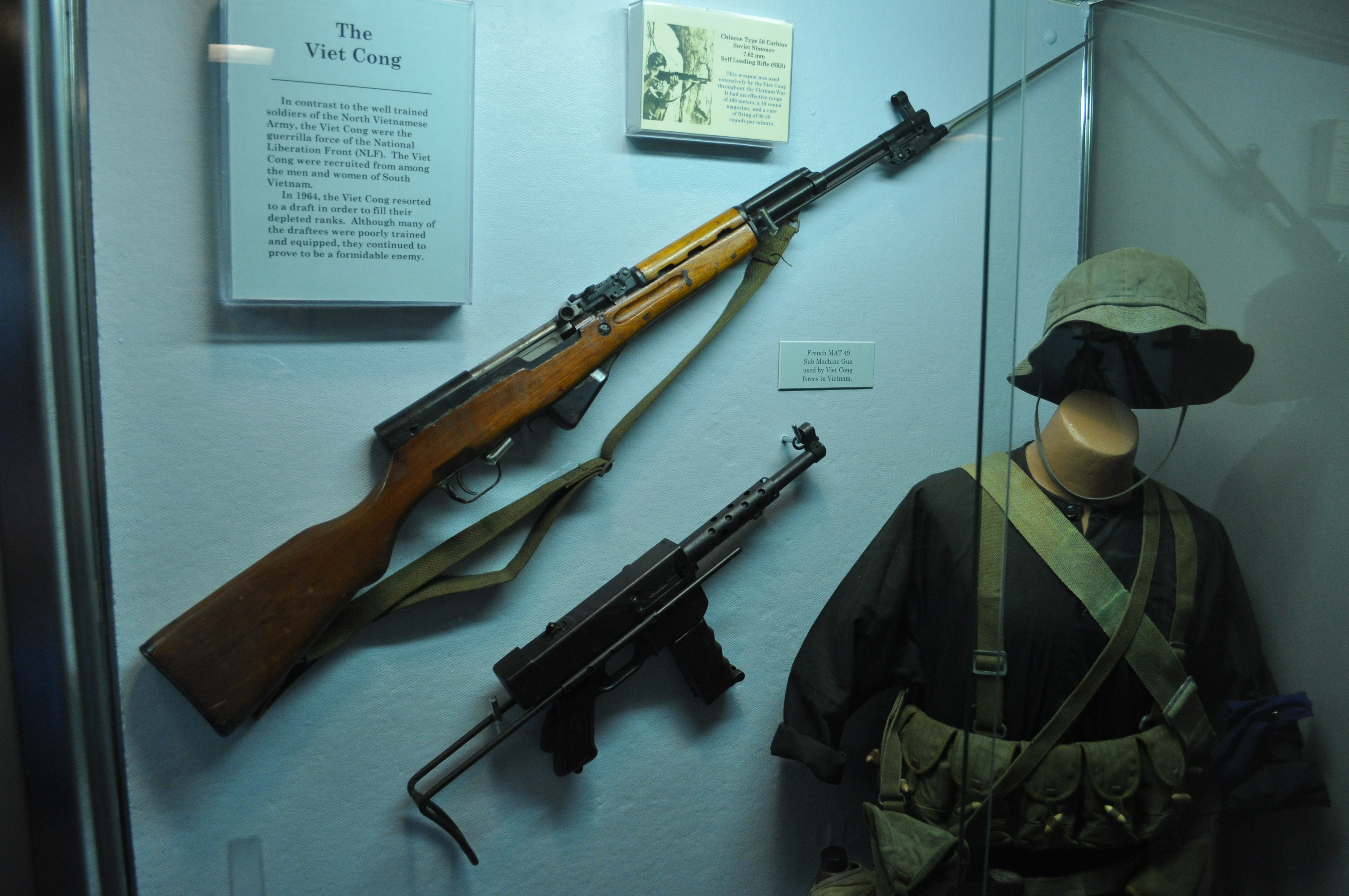
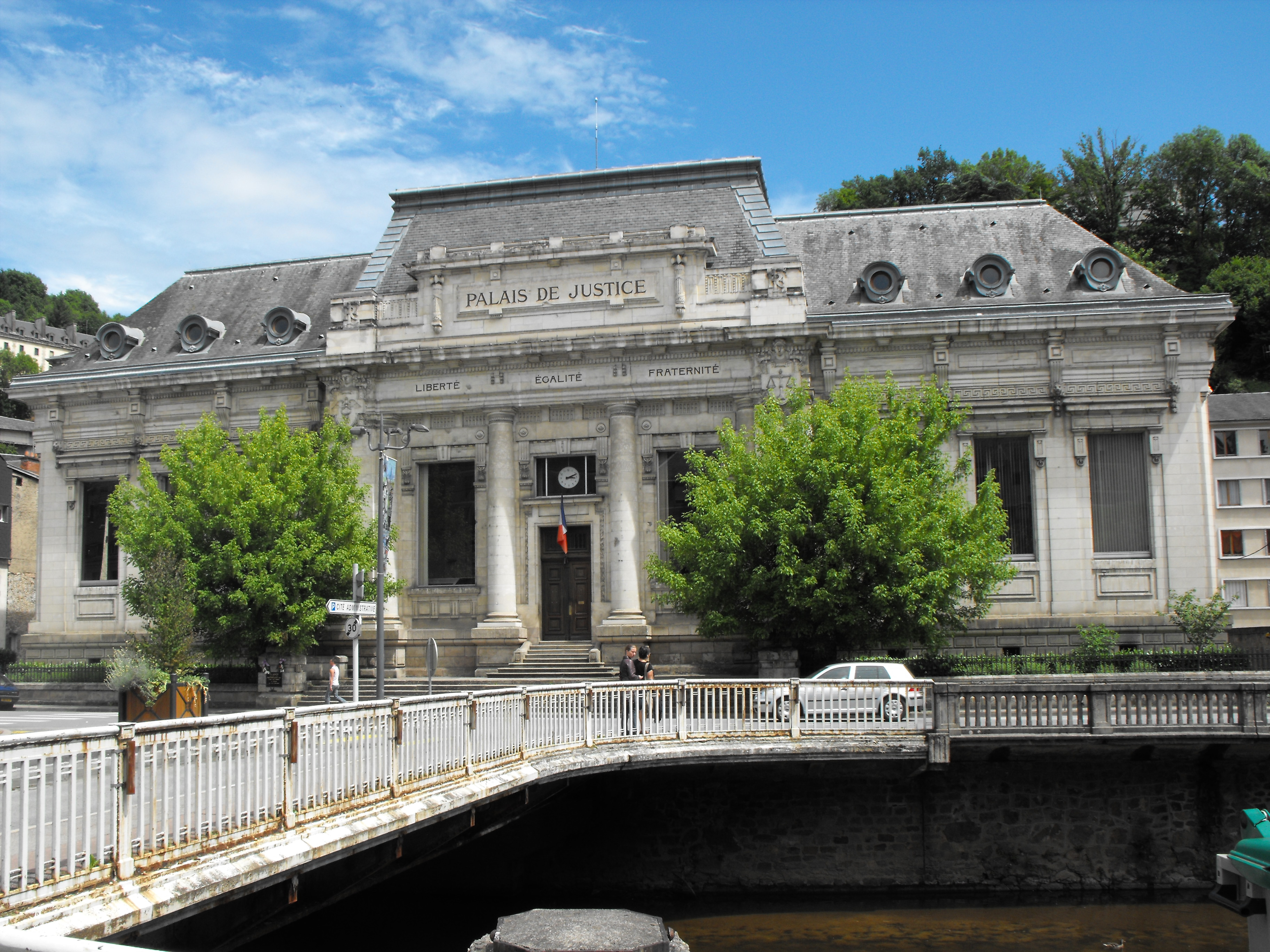
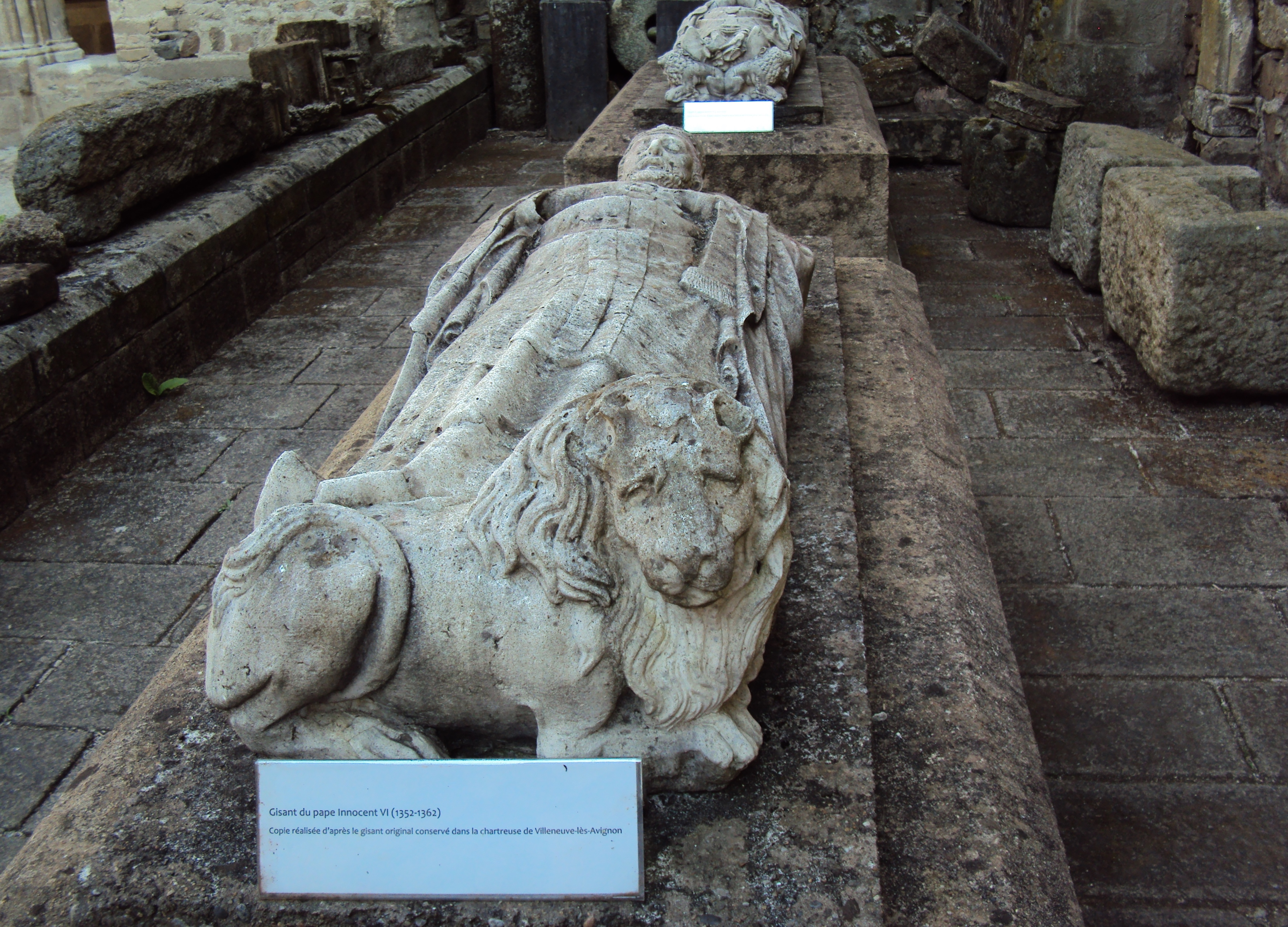

## Testvérvárosok
- - Bury
- - Schorndorf
- - Errenteria
- - Szmolenszk
- - Lousada

## Érdekességek
- Frederick Forsyth A Sakál napja című regényében és az abból készült, A Sakál napja című filmben Sakál, a Charles de Gaulle elnök likvidálására készülő bérgyilkos Olaszországból Tulle városán keresztül érkezett Párizsba, a filmben Tulle vasútállomása is megjelenik.